# Partoș, Timiș
Partoș (română Părtași - 1924) este un sat în comuna Banloc din județul Timiș, Banat, România.

## Localizare
Localitatea se găsește în sud-vestul județului Timiș. Se învecinează la nord cu Banloc, la est cu Soca și Denta, la vest cu Livezile și la sud cu Serbia.

## Istorie

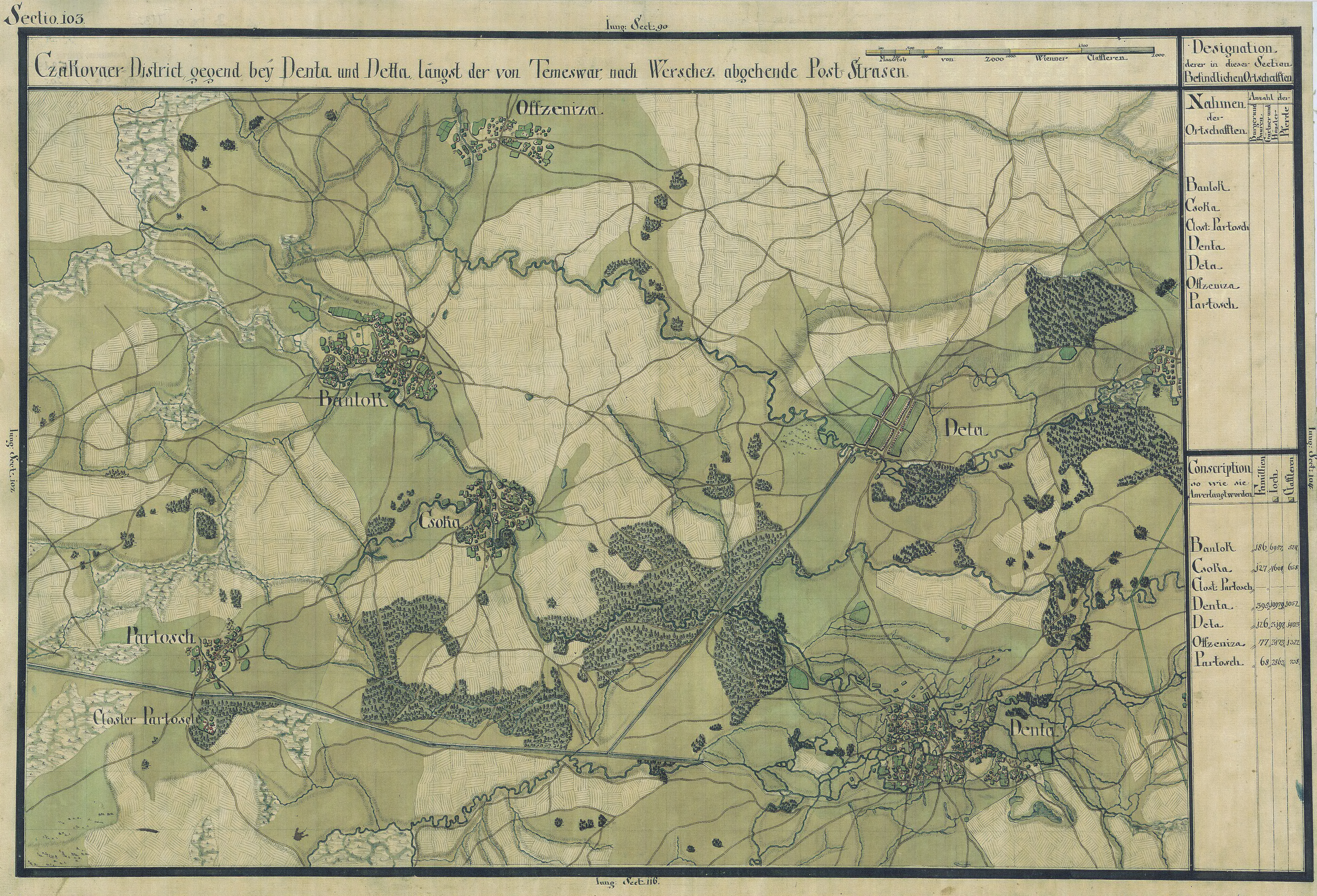
Partoş în Harta Iosefină a Banatului, 1769-72

Descoperirile efectuate cu ocazia săpăturilor din jurul râului Bârzava, au scos la iveală dovezi ale vechimii așezării. Prima atestare documentară a Partoșului se regăsește într-o dijmă bisericească colectată între 1300 - 1335, unde apare sub denumirea de Parthas și este localizată între râurile Timiș și Bârzava, adică pe partea dreapta a Bârzavei, spre diferență de localizarea din prezent, pe partea stângă a râului, datorată unei ulterioare relocări. În perioada următoare, satul a trecut prin stăpânirea mai multor nobili, el fiind menționat astfel în documente din secolul al XV-lea.
Perioada stăpânirii otomane a Banatului este mai puțin cunoscută în ceea ce privește situația satului. Totuși, localitatea Ciacova, mai importantă, a fost cucerită de turci la 1551, deci întreg ținutul s-a aflat sub stăpânire otomană. Recensământul din 1717, an în care Banatul a fost recucerit de habsburgi, a consemnat prezența a numai 18 case locuite, fapt care exprimă decăderea din timpul perioadei otomane și în același timp continuitatea locuirii Partoșului.
Secolul XVIII a reprezentat începutul unei perioade propice dezvoltării Partoșului. Satul a trecut prin proprietatea mai multor nobili locali (Draskovics, Karaksonyi), care și-au pus amprenta pe dezvoltarea satului. S-au făcut lucrări de bonificare a terenurilor și de îndiguire a Bârzavei. Pe malurile acesteia s-au amenjat orezării. În 1890 satul aparținea de districtul Banloc și avea 1.193 de locuitori.

## Mănăstirea
Mănăstirea, întemeiată conform tradiției, în secolul XIII, a fost reconstruită în secolul XVI, de când datează paraclisul. Ea a jucat un rol important în istoria localiății. În secolul XVIII mănăstirea a fost reactivată, construindu-se "Biserica Mare" (1750-1753), unul dintre cele mai frumoase edificii baroce din mediul românesc, ctitoria lui Marcu Muțiu. Remarcabil este iconostasul paraclisului (secolul XVII), cu decor sculptat și cu icoane deosebit de valoroase. În „Biserica Mare” se păstreaza icoane de Nedelcu Popovici.